# Калварија Кањижа
Калварија Кањижа је стара хумка на југозападу Кањиже на коју су мештани с правом поносни, јер је један од најбоље сачуваних праисторијских кургана на тлу Србије.
Овде имамо пример када је хришћанска црква и традиција, вероватно сасвим несвесно, присвојила и сачувала верски објекат паганског порекла.

## Опис
Калварија је сакрални верски објекат католичке процесије-ходочашћа који се обично гради на неком узвишењу. Уколико природног узвишења није било (на пример у Бачкој равници) онда је послужио и брег вештачког порекла, као древни курган код Кањиже који је иначе део једног већег низа кургана сличне грађе и величине — хумке Потисја.
Овај тумул је значајан због тога, јер је захваљујући чувању одолео зубу времена, природна вегетација на њему је спречила утицај ерозије, те се може сматрати да је тек незнатно изгубио од свог оригиналног облика. Преко ове хумке, можемо стећи слику о оригиналном изгледу тумула које су правили народи који су пре неколико миленијума са истока стигли на простор Европе.
Скоро савршеног је кружног облика, и прилично велик, релативна висина му је близу 5 m, а ширина преко 50 m.